# Хазар Ханесян
Хазар Ованес Ханесян е български фотограф от арменски произход.

## Биография
Роден е на 26 август 1900 година в Шумен. Завършва първи прогимназиален клас на Шуменската общинска прогимназия. През 1919 година отива да учи занаят при известния варненски фотограф Бохос М. Бояджиян. През 1924 година се връща в родния си град и чиракува при утвърдения шуменски фотограф Врам Маркарян. През 1925 година открива първото си фотоателие „Надежда“ в Попово. В 1927 година се установява да живее в Стара Загора, където също открива фотоателие. През 1929 година получава майсторско свидетелство, издадено от Бургаската търговско-индустриална камара. Утвърждава се в областта на портрета и получава званието фотограф-художник. През Втората световна война е в Стара Загора. Семейството му живее в една и съща къща с началник-щаба на съветските войници. Разболява се от язва на стомаха. По препоръка на лекарите през 1947 г. се завръща в Шумен заедно със съпругата си Валантин Алтунян и сина си Онник. През 1949 година претърпява пътна злополука, след която получава трайно неизлечимо главоболие. След много трудности получава разрешени за частна фотографска практика и открива „Фото Ханесян“ на улица „Казанджийска“. От 1950 до 1960 година работи на частна практика, но поради лошото си здравословно състояние от 1 януари 1961 г. прекратява фотографската си кариера. Освидетелстван е като инвалид – трета група и работи надомно, като бродерист към кооперацията на инвалидите „Димчо Попов“ до пенсионирането си през 1973 година. Умира на 14 септември 1991 година.
Личният му архив се съхранява във фонд 809К в Държавен архив – Шумен. Той се състои от 84 архивни единици от периода 1880 – 1999 г.